# 公弟禦
公弟禦（？—前620年），子姓，名禦，宋襄公之子，宋成公之弟。宋成公死后，公弟禦把太子殺掉，自立。一年後，諸公子殺國君禦，立公子杵臼为君，是為宋前昭公。
| 前任： 兄宋成公 | 宋国君主 前620年—前620年 | 繼任： 侄宋前昭公 |